# Официальный курс иностранных валют по отношению к рублю
Официальный курс иностранных валют по отношению к российскому рублю (иногда, "официальный курс рубля") — курс российского рубля, устанавливаемый Центральным банком РФ по отношению к иностранным валютам на определенный период времени.
Основное назначение официальных курсов валют — учёт (например, бухгалтерский или налоговый) и таможенные платежи.
Центральный банк устанавливает курс в соответствии с "Положением об установлении и опубликовании Центральным банком РФ официальных курсов иностранных валют по отношению к рублю" (2006). Данное Положение предполагает:
1. Установление официального курса доллара США к российскому рублю на основе котировок текущего рабочего дня биржевого и внебиржевого сегментов внутреннего валютного рынка по операциям «доллар США — российский рубль».
2. Установление официального курса СДР к российскому рублю рассчитывается Банком России на основе официального курса доллара США к российскому рублю и курса доллара США к СДР, установленного Международным валютным фондом на предыдущий рабочий день.
3. Установление официального курса других валют к российскому рублю рассчитываются и устанавливаются Банком России на основе официального курса доллара США к российскому рублю, и котировок данных валют к доллару США на международных валютных рынках текущего рабочего дня, на биржевом и внебиржевом сегментах внутреннего валютного рынка, а также официальных курсов доллара США к указанным валютам, устанавливаемых центральными (национальными) банками соответствующих государств.
4. Официальными курсами национальных валют стран — участниц Экономического и валютного союза к российскому рублю с 1 января 2002 года считаются курсы, рассчитанные на основе официального курса евро к российскому рублю, с использованием соответствующих коэффициентов пересчета указанных валют в евро, зафиксированных решением Совета Европейского союза.

Официальные курсы прочих иностранных валют к российскому рублю устанавливаются Банком России в предпоследний рабочий день каждого календарного месяца на основе официального курса доллара США к российскому рублю, и котировок данных валют к доллару США, информацию о которых Банк России получает из информационных агентств Reuters и Bloomberg, периодического издания «Financial Times» и от центральных (национальных) банков соответствующих государств.
На 2016 год ЦБ РФ устанавливает официальные курсы 33 валют по отношению к рублю. Информация о курсах публикуется на сайте Банка и в журнале "Вестник Банка России".
В России на протяжении продолжительного времени курс рубля управлялся ЦБ РФ, действовали валютные коридоры для доллара США или бивалютной корзины (состоит из доллара и евро в определенной пропорции), проводились валютные интервенции для удержания курса в пределах коридора. С ноября 2014 года ЦБ перешел к плавающему валютному курсу.
Ранее курсы устанавливались Госбанком СССР. Ныне курс устанавливаемый Госбанком СССР (по действующим договорам СССР) опубликовывается лишь на официальном сайте ЦБ РФ.
"2. Порядок исполнения обязательств, установленный настоящим Указом, распространяется на исполнение обязательств в размере, превышающем 10 млн. рублей в календарный месяц, или в размере, превышающем эквивалент этой суммы в иностранной валюте по официальному курсу Центрального банка Российской Федерации, установленному на 1-е число каждого месяца,..."

## Новейшая история
Основные года обвальных и управляемых девальваций:
- 1998 год — падение (девальвация) приблизительно с 9 до 15 рублей за доллар
- 2008-2009 — с 23 до 36,
- 2014 — с 32 до 80,
- 2015-2016 — с 49 до 86,
- 2022 — с 75 до 175 рублей за доллар США,
- 2023 — с 68 до 102 рублей за доллар США,
- 2024 — с 82 до 115 рублей за доллар США